# 西海竿鯊
西海竿鯊（学名：Luciogobius saikaiensis），又名西海竿鰕虎魚，为鰕虎科竿鰕虎魚屬下的一个种。